# Țara Secașelor

Țara Secașelor

Țara Secașelor este situată în două județe, Alba și Sibiu, și se suprapune, în mare parte, Podișului Secașelor.
În Țara Secașelor se găsesc un oraș și 22 de comune cu 75 de sate, amplasate pe o suprafață de 1268 kmp.
Teritoriul dispune de un mare potențial turistic, materializat în obiective antropice precum:
- 1.	Biserica de lemn din Ghirbom
- 2.	Biserica fortificată din Cenade
- 3.	Biserica reformată de la Bucerdea Grânoasă
- 4.	Biserica evanghelică de la Boz
- 5.	Cetatea Greavilor din Gârbova
- 6.	Basilica romanică de la Gârbova
- 7.	Biserica de lemn de la Tău
- 8.	Biserica medievală de la Sântimbru
- 9.	Basilica evanghelică de la Vingard
- 10.	Cetatea de la Glogovăț
- 11.	Biserica – cetate evanghelică de la Valea Lungă
- 12.	Biserica fortificată de la Câlnic
- 13.	Basilica evanghelică de la Păuca
- 14.	Biserica-cetate reformată de la Ocna Sibiului
- 15.	Biserica evanghelică de la Șura Mică
- 16.	Biserica evanghelică de la Rusciori
- 17.	Biserica de lemn de la Apoldu de jos
- 18.	Biserica de lemn de la Presaca
- 19.	Biserica de lemn de la Broșteni
- 20.	Biserica medievală Sf Ioan de la Ocna Sibiului
- 21.	Cetatea hallstatiană de la Teleac
- 22.	Biserica evanghelică de la Hașag

Dar și obiective naturale cum sunt:
- 1.	Lacurile sărate de la Ocna Sibiului
- 2.	Vulcanii noroioși de la Boz
- 3.	Vulcanii noroioși de la Hașag
- 4.	Sărătura de la Crăciunelu de Jos
- 5.	Cheile săpate în roci metamorfice de la Câlnic

Pentru individualizarea acestei microregiuni sunt important a se determina mai multe elemente importante precum, relieful accesibil, rețeaua hidrografică densă, vegetația de pădure, un sol de mare calitate pentru activitățile agricole, rețeaua de așezări omogen și cel mai important resursa umană.
Relieful din Țara Secașelor este tipic de podiș cu înălțimi ce încep de la 300 m în zona văilor la peste 500 în punctele cele mai înalte din teritoriu studiat. Aceste înălțimi cu aspect domol face ca Țara Secașelor să fie foarte accesibile iar căile de comunicații să apară pe traseul cel mai favorabil.
Extrem de favorabile sunt și luncile râurilor din arealele marginale unde spațiu întins al acestora au făcut ca aici să se dezvolte cele mai mari așezări  dar și cele mai productive spații agricole.
Rețeaua hidrografică este destul densă și după cum spune denumirea este reprezentată de cele două râuri Secaș la care se adaugă în nord răul Târnava ca și colector principal în partea nordică.
În sud Secașul Mic are ca afluenți râurile: Sângătin, Apold, Gârbova, Boz, Șpring, Șpring și Slatina.
În partea centrală Secașul Mare are mai mulți afluenți de dreapta până la vărsarea în râul Târnava, dar cel mai important este râul Gârbău.
În nord râul Târnava Mare continuat  în aval de Blaj de Târnava primește mai mulți afluenți importanți și cu debit mare cum ar fi: Visa, Spălac, Dunărița și Secașul Mare.
Desigur solul ca principală resursă este de aceeași calitate ridicată pe tot cuprinsul microregiunii, de aici rezultă faptul că agricultura se poate practica în condiții foarte bune, în orice locație.
Rețeaua de așezări este specifică zonei de podiș, având un aspect compact și în multe cazuri linear pe văile care le traversează. Astfel sunt întâlnite două mari tipuri de așezări cele din zona mai înalte a podișului din partea de obârșie a râurilor, amplasate în bazinul de recepție a acestora și cele desfășurate de-a lungul unei văi principale, situații întâlnite pe văile Târnava sau Visa.